# Daniel Steiner (Schauspieler)

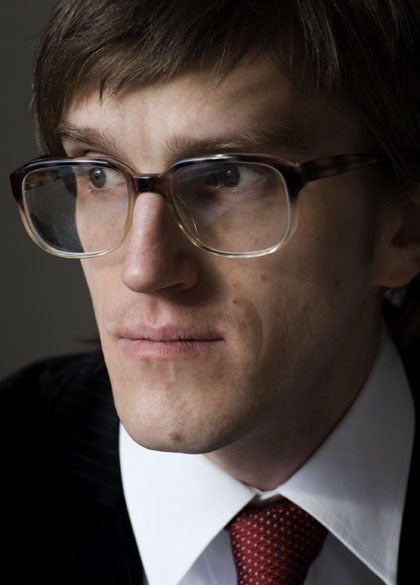
Daniel Steiner (2008)

Daniel Steiner (* 1973 in Rheda-Wiedenbrück) ist ein deutscher Schauspieler und Filmregisseur.

## Leben
Nachdem Daniel Steiner an der Universität Leeds sein Broadcasting-Studium 1996 mit einem Bachelor abgeschlossen hatte, studierte er von 1997 bis 2003 an der Filmakademie Baden-Württemberg Werbefilm-Regie. Er beendete sein Studium mit Diplom.
Seit 2002 arbeitet Daniel Steiner als freier Regisseur, Autor und Film-Schauspieler. Er hat diverse Internet-Serien und Werbefilme, unter anderem für das Nahrungsmittel Pringles oder die Musikzeitschrift Spex produziert. Zudem drehte er Musikvideos, unter anderem für den Musiker Namosh (zusammen mit Nic Romm) und die Berliner Band Puppetmastaz.
Als Schauspieler war Daniel Steiner in Filmen und diversen Werbespots zu sehen. Seit 2012 spielt er die Rolle des Laboranten Lorenz Rettig in der Fernsehserie SOKO Leipzig. 
Daniel Steiner lebt in Berlin.

## Filmografie (Auswahl)
- 2003: Wilde Jungs (Fernsehfilm)
- 2004: Der Wixxer
- 2004: Wilde Jungs (Fernsehserie)
- 2005: Unser Charly (Fernsehserie)
- 2005: LiebesLeben (Fernsehserie)
- 2006: Ladyland (Fernsehserie)
- 2006: Wo ist Fred?
- 2007: Vollidiot
- 2007: Drei Reisende
- 2008: Krabat
- 2009: Short Cut to Hollywood
- 2009: Pro7 Märchenstunde (Fernsehreihe)
- 2010: A Journey To Simplicity (Mockumentary, Regie, Buch und Produktion)
- 2010: Black Death
- seit 2012: SOKO Leipzig (Fernsehserie)
- 2014: Grand Budapest Hotel
- 2016: Der Urbino-Krimi: Die Tote im Palazzo
- 2016: Der Urbino-Krimi: Mord im Olivenhain
- 2016: Bittersüss
- 2017: Der Hunderteinjährige, der die Rechnung nicht bezahlte und verschwand
- 2017: Eleanor & Colette
- 2018: Zwischen Sommer und Herbst
- 2019: Alles oder Nichts (2 Folgen)
- 2019: Beck is back! – Tod den Tyrannen (Fernsehserie)
- 2019: Lindenstraße – Gräben ohne Brücken
- 2019: September (Kurzfilm)
- 2019: The Printer (Kurzfilm)
- 2023: The Woddafucka Thing